# Place de Bitche
Der Place de Bitche befindet sich im Quartier de la Villette (73. Quartier) des 19. Arrondissement von Paris.

## Lage
Der Platz liegt vor der Église Saint-Jacques-Saint-Christophe de la Villette am Quai de l’Oise bei der Hebebrücke der Rue de Crimée. In der Platzmitte befindet sich der Square Serge Reggiani und auf der anderen Seite der Rue de Crimée der Place de l’Édit de Nantes.

## Namensursprung
Der Platz ist nach der Stadt Bitsch in Lothringen benannt, die für ihre Verteidigung während des Deutsch-Französischen Krieges von 1870/71 berühmt ist.

Wappen von Bitsch

## Geschichte
Der Name „Place de Bitche“ wurde erstmals einer Straße im 16. Arrondissement von Paris gegeben, was jedoch ein diplomatisches Problem darstellte, als die US-Gesandtschaft dort eingerichtet wurde, denn das Wort „Bitch“ ist im Englischen ein beleidigender Ausdruck. Diese Straße erhielt daher den Namen „Place des États-Unis“ und der alte Name wurde einem Platz im 19. Arrondissement von Paris gegeben (per Dekret vom 16. August 1881). Die Erhaltung einer nach der Stadt Bitche benannten Straße in Paris war den französischen Behörden wichtig, nachdem diese von Deutschland annektiert und in „Bitsch“ im damaligen Teil von Elsass-Lothringen im Deutschen Reich umbenannt wurde.
Der Platz vor der Kirche, der zum Place de Bitche wurde, lag in der 1860 von Paris annektierten Gemeinde La Villette. Mit Erlass vom 23. Mai 1863 wurde sie in das Pariser Straßennetz aufgenommen.
1867 wurde ein Teil des Platzes abgetrennt und an die Rue Jomard angebunden.

## Sehenswürdigkeiten
- Nr. 2: Brigade de sapeurs-pompiers de Paris, Abteilung Bitche
- Nr. 6: Gegenüber der Kirche ist der Eingang zum Pavillon Square Serge-Reggiani.[2]